# The Wedding Present
The Wedding Present sind eine britische Indie-Rock-Gruppe, die 1985 in Leeds gegründet wurde. Ihre Musik hat sich aus dem schnell gespielten Indie-Rock der „C86-Szene“ zu einem immer vielseitigeren Klang entwickelt. Neben dem Sänger und Hauptsongschreiber David Gedge hatte die Band im Laufe der Zeit viele wechselnde Mitglieder.
Von 1997 bis 2004 war The Wedding Present inaktiv, bis Gedge den Namen für seine damalige Band Cinerama wiederaufleben ließ.

## Bandgeschichte

### Frühphasen und Reception Records-Zeitraum
Gedges erste Gruppe war The Lost Pandas, die sich 1984 jedoch auflösten, als ihre Schlagzeugerin Janet Rigby, die damalige Freundin von David Gedge, ihn für den Gitarristen Michael Duane verließ. Gedge und der Bassist der Pandas, Keith Gregory, entschieden sich, die Band unter dem Namen The Wedding Present fortzusetzen.
Gedge hatte diesen Namen schon länger im Kopf, aber er hatte bislang Probleme wegen der Ähnlichkeit des Namens mit dem einer seiner Lieblingsbands, The Birthday Party, befürchtet. Als die Lost Pandas sich jedoch trennten, lösten sich auch The Birthday Party auf. Deshalb hatte Gedge den Eindruck, dass The Wedding Present jetzt angemessen war.
Zusammen mit Gregory warb er Peter Solowka, einen alten Schulfreund, als Gitarristen an. Sie ließen darüber hinaus viele Schlagzeuger vorspielen, darunter John Ramsden und Mike Bedford, mit dem sie ein Demotape aufnahmen. Letzten Endes entschieden sie sich für Shaun Charman.
Die Band ging auf Tournee durch britische Clubs, um sich für die Aufnahme ihrer ersten selbstfinanzierten Single vorzubereiten. Go Out and Get ’Em, Boy! wurde anstelle von Will You Be Up There? ausgewählt, obwohl letzteres zu den Favoriten der Fans gehörte.
Charman fehlte es an Selbstvertrauen in seine musikalischen Fähigkeiten; deshalb übernahm stattdessen Julian Sowa einmalig die Drum-Parts auf der A-Seite der Single, aber Charman spielte auf der B-Seite. 1985 erschien die Single bei der Plattenfirma der Band, Reception Records.
Nachdem der altgediente BBC-Radio-DJ John Peel die Band lobend hervorgehoben hatte, folgten zwei weitere Singles, die Erfolg in den Indie-Charts aufweisen konnten. Peel lud die Band ein, eine Radiositzung für seine Show aufzunehmen (drei Lieder davon erschienen auf der 1988er Kompilation Tommy (1985–1987); die ganze Session wurde schon 1986 auf der EP Don’t Try And Stop Me, Mother veröffentlicht).
Zu dem Zeitpunkt, als die Band die Arbeit an ihrem Debütalbum begann, hatten eine Anzahl von Independent- und Major-Labeln Interesse an ihnen gezeigt. Allerdings verweigerte man alle Angebote, um die eigene Werke weiter selbst zu veröffentlichen.
Das Album trug den Titel George Best, war benannt nach dem berühmten britischen Fußballspieler und erschien im Oktober 1987. Aufgrund von Uneinigkeiten über die Produktion mit ihrem Musikproduzenten, Chris Allison, wurde die Aufnahme von der Band und ihrem Tontechniker Steve Lyon neu abgemischt.
George Best wurde von den Kritikern gefeiert, und die Band galt bald als ein Mitglied der C86-Szene – eine Kategorisierung, die man stark zurückwies; dennoch war die Band auf der Kompilation C86 vertreten. Der Ton des Albums zeichnete sich durch schnelle Rhythmusgitarren und Gedges Liedtexte von Liebe, Lust, Liebeskummer und Rachegefühlen aus, die sein Markenzeichen werden sollten.
Bald nach der Veröffentlichung des Albums erschienen auch ihre ersten Singles und Radio-Sessions auf der Kompilation Tommy (1985–1987). Als Solowka, dessen Wurzeln in der Ukraine liegen, während einer weiteren John Peel-Radio-Session ein ukrainisches Volkslied vor sich hinspielte, hatte die Band auf die Ermunterung von Peel hin die Idee, einige ukrainische Volkslieder aufzunehmen. Dafür warben sie zwei Gastmusiker an: Sänger/Geiger Len Liggins und Mandolinenspieler Roman Remeynes. In dieser Besetzung nahm man drei „Peel Sessions“ ukrainischer Volkslieder auf.
Zwischen der Aufnahme der ersten und zweiten „ukrainischen“-Session wurde Charman von der Band gefeuert. Die Ersatzperson war Simon Smith, der bis 1997 bei der Band blieb. Die Band plante acht Stücke von den „ukrainischen“-Sessions auf einer 10" Schallplatte zu veröffentlichen. Während diese Alben gepresst wurden, ging jedoch die Vertriebsgesellschaft Red Rhino, mit der die Band zusammenarbeitete, pleite. Anstatt eine neue Vertriebsgesellschaft zu suchen, entschied die Band, ihre Plattenfirma Reception Records einzustellen, und einen Vertrag mit dem Major-Label RCA zu unterschreiben.
Im Juli 1988 trat The Wedding Present in der DDR auf. Die Band spielte auf Einladung der Berliner FDJ und des DDR-Radiosenders DT 64 bei einem Musikfestival in der Werner-Seelenbinder-Halle in Ost-Berlin, bei dem neben ihnen der amerikanische Punk-Singer-Songwriter Jonathan Richman, die polnische Punkband Voo Voo sowie die DDR-Gruppen Der Expander des Fortschritts und Feeling B zum Line-Up zählten. Am Vorabend des Konzerts lieferten sich Musiker von Wedding Present und Feeling B im Jugendtreff Tierpark-Club in Berlin-Lichtenberg ein  Gitarrenduell, das von Zeitzeugen als "legendär" beschrieben wird.

### Wechsel zum Major-Label
Obwohl die Band jetzt bei einem Major-Label unter Vertrag stand und dementsprechend von einigen Seiten kritisiert wurde, konnte sie unter den Bedingungen des Vertrags ihre eigene Auswahl an Musikproduzenten und Singles treffen, und auch alle Singles, die RCA verwarf, bei einer anderen Firma ohne Vertragsbruch veröffentlichen.
Die neue Plattenfirma kaufte der Band die restlichen „ukrainischen“ Schallplatten ab, presste eine weitere Menge, und schließlich erschien das Album im April 1989 unter dem Titel Українські Виступи в Івана Піла („Ukrainian John Peel Sessions“).
Das erste reguläre Album, das die Band für ihr neues Label aufnahmen, wurde noch im selben Jahr veröffentlicht. Für „Bizarro“ tat man sich wieder mit dem Musikproduzenten Chris Allison zusammen, und obwohl die Strukturen und Themen der Songs so ziemlich die Gleichen wie zuvor waren, hatte das Album wegen seines größeren Budgets eine höhere Produktionsqualität. Die einzige Single von Bizarro, Kennedy, brachte der Band ihren ersten Erfolg in den britischen Singlecharts.
Mit ihrer wachsenden Beliebtheit im amerikanischen Collegeradio wandte sich die Band für ihr folgendes Projekt in Richtung USA. Man entschied, den Bizarro-Track Brassneck wieder aufzunehmen, diesmal mit dem amerikanischen Musikproduzenten Steve Albini. Damit begann eine zwei Jahre dauernde Zusammenarbeit: Sowohl die nächste Single (Corduroy) als auch das nächste Album (Seamonsters) der Band wurden mit Albini in seinem Pachyderm Recording Studio in Minnesota aufgenommen.
Anders als seine Vorgänger klang Seamonsters mehr nach amerikanischem Alternative Rock dieser Zeit, deshalb verglich die britische Musikzeitschrift Melody Maker das Album mit „Schmirgelpapier für deine Ohren“. Die Leserumfrage vom Ende des Jahres zeigte jedoch, dass die Leadsingle des Albums, Dalliance, 1991 unter den beliebtesten Liedern war. Sofort nach der Aufnahme des Albums kündigte die Band an, dass man zwischenzeitlich Solowka gefeuert hatte. Sein Ersatz war Paul Dorrington von der ebenfalls aus Leeds stammenden Gruppe Tse Tse Fly. Solowka kam dann wieder mit Liggins und Remeynes zusammen, um The Ukrainians zu gründen.
Im nächsten Jahr übernahm die Band ein einziges Projekt, bei dem sie jedem Monat eine neue 7" Single veröffentlichte. Jede Single hatte eine beschränkte Auflage von nur 10.000 Kopien, und alle erreichten die Top 30 der britischen Singlecharts, wodurch Elvis Presleys Rekord der meisten britischen Top 30 Hits in einem Jahr eingestellt wurde.
Um den Songschreiber Gedge zu entlasten, bestanden die B-Seiten nicht aus neuen Songs, sondern aus unterschiedlichen Coverversionen. Die Singles, die mit verschiedenen Musikproduzenten entstanden, darunter Ian Broudie (Lightning Seeds) und Jimmy Miller (The Rolling Stones), wurden 1993 auf den Kompilationen Hit Parade 1 und Hit Parade 2 erneut veröffentlicht. Bald nach dem Ende dieses Projekts kündigte die Band an, dass man das RCA-Label verlassen würde.
Die Band verbrachte die meiste Zeit des Jahres 1993 mit Freizeit und gab nur gelegentlich Konzerte. Als man im Frühjahr 1994 wieder in die Öffentlichkeit trat, folgte bald die Pressemeldung, dass der Bassist Keith Gregory die Band aufgrund von Motivationsproblemen verlassen hatte; er wurde durch Darren Belk ersetzt.

### Mitte der 1990er Jahre
Für ihr nächstes Album flogen The Wedding Present wieder in die USA, und warben den US-amerikanischen Musikproduzenten Steve Fisk an, um Watusi aufzunehmen. Im Vergleich zu Seamonsters hatte das Album einen vielseitigeren Klang, von warmen Pop-Songs bis hin zu psychedelischen Anklängen.
Dennoch verkaufte Watusi sich nicht so gut wie die bisherigen Alben, und die beiden Singles (Yeah Yeah Yeah Yeah Yeah und It's a Gas) verfehlten die Top 50 der britischen Singlecharts. Schließlich war es das einzige Album, das bei Island Records von der Band veröffentlicht wurde.
1995 verließ Gitarrist Paul Dorrington die Band. Statt einen Ersatz zu suchen, übernahm Belk sowohl die Gitarren- als auch die Bass-Parts. Die Band trat in diesem Jahr nur selten auf, und mit Sucker erschien lediglich eine neue Single, die man selbst finanzierte.
The Wedding Present kehrten zu einem Independent-Label zurück, als sie 1995 einen Vertrag mit Cooking Vinyl unterschrieben. Die mittlerweile aus drei Personen bestehende Gruppe nahm das kurze Album Mini auf, das sich um Autos drehte. Obwohl Darren Belk sowohl Gitarre als auch Bass auf dem Album spielte, wurde bald nach der Veröffentlichung Jayne Lockey als der neue Bassist der Band angeworben. Kurz danach verließ Belk die Band völlig und wurde durch Simon Cleave ersetzt.
Diese neue Besetzung ging ins Studio, um das Album Saturnalia aufzunehmen. Dies markierte einen neuen Schritt, da jetzt die ganze Band an den Songs mitschrieb. Nach einer Tournee, um das Album zu promoten, nahmen The Wedding Present eine lange Auszeit.

### Auszeit und Cinerama-Projekt
Obwohl mehrere Kompilationen in dieser Pause veröffentlicht wurden, kam das erste neue Material von Gedge 1998 auf dem Album Va Va Voom heraus, das er mit seiner Freundin Sally Murrell unter dem Bandnamen Cinerama aufnahm.
Gedge richtete seine Kräfte immer mehr auf das Cinerama-Projekt; unter diesem Namen wurden von 1998 bis 2003 drei Studioalben veröffentlicht. Zunächst unterschied sich der Klang der Band stark von The Wedding Present, z. B. benutzte man Orchesterinstrumente, ähnlich wie bei Filmmusik. Mit der Zeit näherte er sich jedoch immer mehr an den The Wedding Present an.
Etwa 2003 trennte Gedge sich von Murrell, die daraufhin die Band verließ. Während der Aufnahme des nächsten Cinerama-Albums entschied er, wegen der stetig wachsenden Ähnlichkeit der Sound an seine alte Band, das Album unter dem Namen „The Wedding Present“ zu veröffentlichen. Anstatt jedoch die alten Mitglieder in die Band zurückzuholen, hielt Gedge an den Cinerama-Musikern fest.

### Rückkehr als „The Wedding Present“
2004 wurde seine Entscheidung öffentlich bekanntgegeben, und das erste neue „Wedding Present“-Material seit acht Jahren erschien: Die September 2004 veröffentlichte Single Interstate 5 gab einen Vorgeschmack auf das Album Take Fountain. Beide wurden bei Scopitones, der Plattenfirma, die Gedge für Cinerama gegründet hatte, veröffentlicht.
Die Band verbrachte mehrere Jahre auf Tournee, u. a. auch, um den 20. Jahrestag ihres Debütalbums George Best zu feiern. The Wedding Present absolvierte seitdem auch weitere „Jubiläumstouren“ sowohl für Bizarro als auch für Seamonsters. Während dieser Zeit unterzog sich die Besetzung der Gruppe vielen Veränderungen.
Ihr nächstes Studioalbum führte die Band wieder mit Steve Albini zusammen, der das Seamonsters-Album sowie einige Cinerama-Alben produziert hatte. Das Ergebnis, El Rey, erschien 2008. 2012 veröffentlichten sie das Album Valentina, dem 2016 das Album Going, Going... folgte.

## Mitglieder
- David Gedge: Gesang, Gitarre (1985 bis jetzt)
- Peter Solowka: Gitarre (1985–1991)
- Keith Gregory: Bass (1985–1993)
- Shaun Charman: Schlagzeug, Gesang (1985–1988)
- Simon Smith: Schlagzeug (1988–1997)
- Paul Dorrington: Gitarre (1991–1995)
- Darren Belk: Bass, Gesang (1993–1995), Gitarre (1995–1996)
- Jayne Lockey: Bass, Gesang (1995–1997)
- Simon Cleave: Gitarre (1996–2006, 2009)
- Terry de Castro: Bass, Gesang (2004–2010)
- Kari Paavola: Schlagzeug (2004–2005)
- Simon Pearson: Schlagzeug (2005)
- Graeme Ramsay: Schlagzeug, Gitarre (2006–2012)
- Christopher McConville: Gitarre (2006–2009)
- Charles Layton: Schlagzeug (2005, 2009 bis jetzt)
- Pepe le Moko: Bass, Gesang (2010 bis jetzt)
- Patrick Alexander: Gitarre (2012 bis jetzt)

## Diskografie

### Studioalben
| Jahr | Titel         | Höchstplatzierung, Gesamtwochen, AuszeichnungChartsChartplatzierungen (Jahr, Titel, Platzierungen, Wochen, Auszeichnungen, Anmerkungen) | Anmerkungen |
| Jahr | Titel         | UK | Anmerkungen |
| ---- | ------------- | --- | ----------- |
| 1987 | George Best   | UK47 (2 Wo.)UK |             |
| 1989 | Bizarro       | UK22 (3 Wo.)UK |             |
| 1991 | Seamonsters   | UK13 (3 Wo.)UK |             |
| 1994 | Watusi        | UK47 (1 Wo.)UK |             |
| 1996 | Saturnalia    | UK36 (1 Wo.)UK |             |
| 2005 | Take Fountain | UK68 (1 Wo.)UK |             |
| 2012 | Valentina     | UK77 (1 Wo.)UK |             |
| 2016 | Going, Going  | UK35 (1 Wo.)UK |             |

Weitere Studioalben
- 2008: El Rey

### Kompilationen
| Jahr | Titel                           | Höchstplatzierung, Gesamtwochen, AuszeichnungChartsChartplatzierungen (Jahr, Titel, Platzierungen, Wochen, Auszeichnungen, Anmerkungen) | Anmerkungen                    |
| Jahr | Titel                           | UK | Anmerkungen                    |
| ---- | ------------------------------- | --- | ------------------------------ |
| 1988 | Tommy (1985–1987)               | UK42 (3 Wo.)UK |                                |
| 1989 | Українські Виступи в Івана Піла | UK22 (3 Wo.)UK | „Ukrainian John Peel Sessions“ |
| 1992 | Hit Parade 1                    | UK22 (2 Wo.)UK |                                |
| 1993 | Hit Parade 2                    | UK19 (2 Wo.)UK |                                |

Weitere Kompilationen
- 1999: Singles 1989–1991
- 1999: Singles 1995–1997
- 2005: Search for Paradise: Singles 2004–2005
- 2007: The Complete Peel Sessions 1986–2004
- 2007: Yé Yé: The Best Of The RCA Years
- 2008: How The West Was Won

### EPs
| Jahr | Titel Album | Höchstplatzierung, Gesamtwochen, AuszeichnungChartsChartplatzierungen (Jahr, Titel, Album, Platzierungen, Wochen, Auszeichnungen, Anmerkungen) | Anmerkungen |
| Jahr | Titel Album | UK | Anmerkungen |
| ---- | ----------- | --- | ----------- |
| 1990 | 3 Songs     | UK25 (4 Wo.)UK |             |
| 1996 | Mini        | UK92 (1 Wo.)UK |             |

Weitere EPs
- 1986: Don't Try and Stop Me, Mother
- 1986: The Peel Sessions
- 1988: Radio 1 Sessions: The Evening Show
- 2012: 4 Chansons

### Singles
| Jahr | Titel Album                          | Höchstplatzierung, Gesamtwochen, AuszeichnungChartsChartplatzierungen (Jahr, Titel, Album, Platzierungen, Wochen, Auszeichnungen, Anmerkungen) | Anmerkungen |
| Jahr | Titel Album                          | UK | Anmerkungen |
| ---- | ------------------------------------ | --- | ----------- |
| 1987 | My Favourite Dress George Best       | UK95 (1 Wo.)UK |             |
| 1988 | Nobody’s Twisting Your Arm           | UK46 (2 Wo.)UK |             |
| 1988 | Why Are You Being So Reasonable Now? | UK42 (2 Wo.)UK |             |
| 1989 | Kennedy Bizarro                      | UK33 (3 Wo.)UK |             |
| 1990 | Brassneck Bizarro                    | UK24 (3 Wo.)UK |             |
| 1991 | Dalliance Seamonsters                | UK29 (3 Wo.)UK |             |
| 1991 | Lovenest Seamonsters                 | UK58 (1 Wo.)UK |             |
| 1992 | Blue Eyes                            | UK26 (2 Wo.)UK |             |
| 1992 | Go-Go Dancer                         | UK20 (1 Wo.)UK |             |
| 1992 | Three                                | UK14 (2 Wo.)UK |             |
| 1992 | Silver Shorts                        | UK14 (1 Wo.)UK |             |
| 1992 | Come Play With Me                    | UK10 (2 Wo.)UK |             |
| 1992 | California                           | UK16 (1 Wo.)UK |             |
| 1992 | Flying Saucer                        | UK22 (1 Wo.)UK |             |
| 1992 | Boing!                               | UK19 (1 Wo.)UK |             |
| 1992 | Love Slave                           | UK17 (1 Wo.)UK |             |
| 1992 | Sticky                               | UK17 (1 Wo.)UK |             |
| 1992 | The Queen of Outer Space             | UK23 (1 Wo.)UK |             |
| 1992 | No Christmas                         | UK25 (1 Wo.)UK |             |
| 1994 | Yeah Yeah Yeah Yeah Yeah Watusi      | UK51 (2 Wo.)UK |             |
| 1994 | It’s a Gas Watusi                    | UK71 (2 Wo.)UK |             |
| 1994 | 2, 3, Go                             | UK67 (1 Wo.)UK |             |
| 1997 | Montreal Saturnalia                  | UK40 (2 Wo.)UK |             |
| 2004 | Interstate 5 Take Fountain           | UK62 (1 Wo.)UK |             |
| 2005 | I’m From Further North Than You      | UK34 (3 Wo.)UK |             |

Weitere Singles
- 1985: Go Out and Get ’Em, Boy!
- 1986: Once More
- 1986: You Should Always Keep in Touch with Your Friends
- 1987: Anyone Can Make a Mistake
- 1995: Sucker
- 2005: Ringway to SeaTac

### Videoalben
- 1990: *PUNK (Kompilation ihrer frühen Musikvideos sowie ein 1990 Konzert in Leeds)
- 1993: Dick York’s Wardrobe (Kompilation der „Hit Parade“-Musikvideos)
- 2008: An Evening with The Wedding Present (ein 2005 Konzert in London)